# الحاج صبري (عزبة)

عزبة الحاج صبري، عزبة تابعة لقرية الزوامل بالوحدة المحلية لقرية شباس الملح، التابعة لمركز دسوق، التابع لمحافظة كفر الشيخ في جمهورية مصر العربية.